# 그물 (영화)
《그물》은 2016년에 개봉한 대한민국의 영화이다.

## 캐스팅
- 류승범 : 남철우 역
- 이원근 : 오진우 역

- 김영민 : 조사관 역
- 최귀화 : 한국 정보국 이실장 역
- 손민석 : 보위부 조사원 역
- 박지일 : 간부 역
- 조재룡 : 북한군 소대장 역
- 안지혜 : 민자 역
- 이설구 : 탈북자 역
- 정하담 : 진달래 역
- 이은우 : 철우아내 역
- 황건 : 요원 1 역
- 황승환 : 요원 2 역
- 김동영 : 요원 3 역
- 양현민 : 북한군인 1 역
- 이종민 : 북한군인 2 역
- 김평조 : 북한군저격수 역
- 한유정 : 철우딸 역
- 김준배 : 보위부간부 역
- 허승 : 보위부요원 1 역
- 오륭 : 보위부요원 2 역
- 김도영 : 북한아나운서 역
- 김수안 : 북한꽃소녀 역
- 강연정 : 명동여자 역
- 정태성 : 양아치 1 역
- 황인무 : 양아치 2 역
- 김창회 : 남한군소대장 역
- 이형구 : 남한군인 1 역
- 이상진 : 남한군인 2 역
- 이선구 : 박 팀장 역
- 안민영 : 순대국집주인 역
- 이명옥 : 남한검색요원 역
- 이정선 : 보위부여기자 역
- 김수아 : 보위부검색요원 역
- 최용석 : 행인 1 역
- 말코 : 포장마차주인 역
- 이승현 : 소매치기 역
- 김미진 : 보위부여자요원 역
- 이상현 : 동네주민 역
- 김순모 : 보위부군인 1 역
- 박준형 : 보위부군인 2 역
- 정지은 : 탈북자 2 역
- 김대기 : 북한사진기자 1 역
- 이휘웅 : 북한사진기자 2 역
- 허준석 : 북한사진기자 3 역
- 성현아 : 전향팀담당자 역 (특별출연)